# Нагкарлан
Нагкарлан, офіційно муніципалітет Нагкарлан (тагал. Bayan ng Nagcarlan), — муніципалітет 2-го класу в провінції Лагуна, Філіппіни. За даними перепису населення 2020 року, його населення становить 64 866 осіб.
Це 16 кілометрів (9,9 миль) на північний схід від міста Сан-Пабло або 103 кілометри (64 милі) на південь від Маніли. У місті розташовано підземне кладовище Нагкарлан, одне з найважливіших кладовищ на Філіппінах, яке було оголошено національною історичною пам’яткою згідно з президентським указом № 2. № 260 від 1 серпня 1973 р. із змінами, внесеними адміністративним наказом 1505 від 11 червня 1978 р. З моменту декларації більше не допускалося поховання на цвинтарі. Вона зазнала ремонту, перш ніж знову була відкрита для публіки під час відкриття знака 24 жовтня 1981 року. Найстаріша гробниця датована 1886 роком, а останнє поховання було в 1982 році, коли вона була офіційно оголошена національною історичною пам’яткою.

## Географія

### Відстань
Виходячи з відстані великого кола (найкоротшої відстані між двома точками на поверхні Землі), найближчі міста до Нагкарлану — Сан-Пабло, Таябас, Каламба, Танауан, Лусена та Ліпа. Найближчі муніципалітети: Лілів, Різал, Маджайджай, Магдалена, Калауан і Луїзіана. Його відстань від національної столиці становить 68,58 кілометрів (42,62 милі). Наступний список окреслює такі вимірювання відстані.

## Галерея

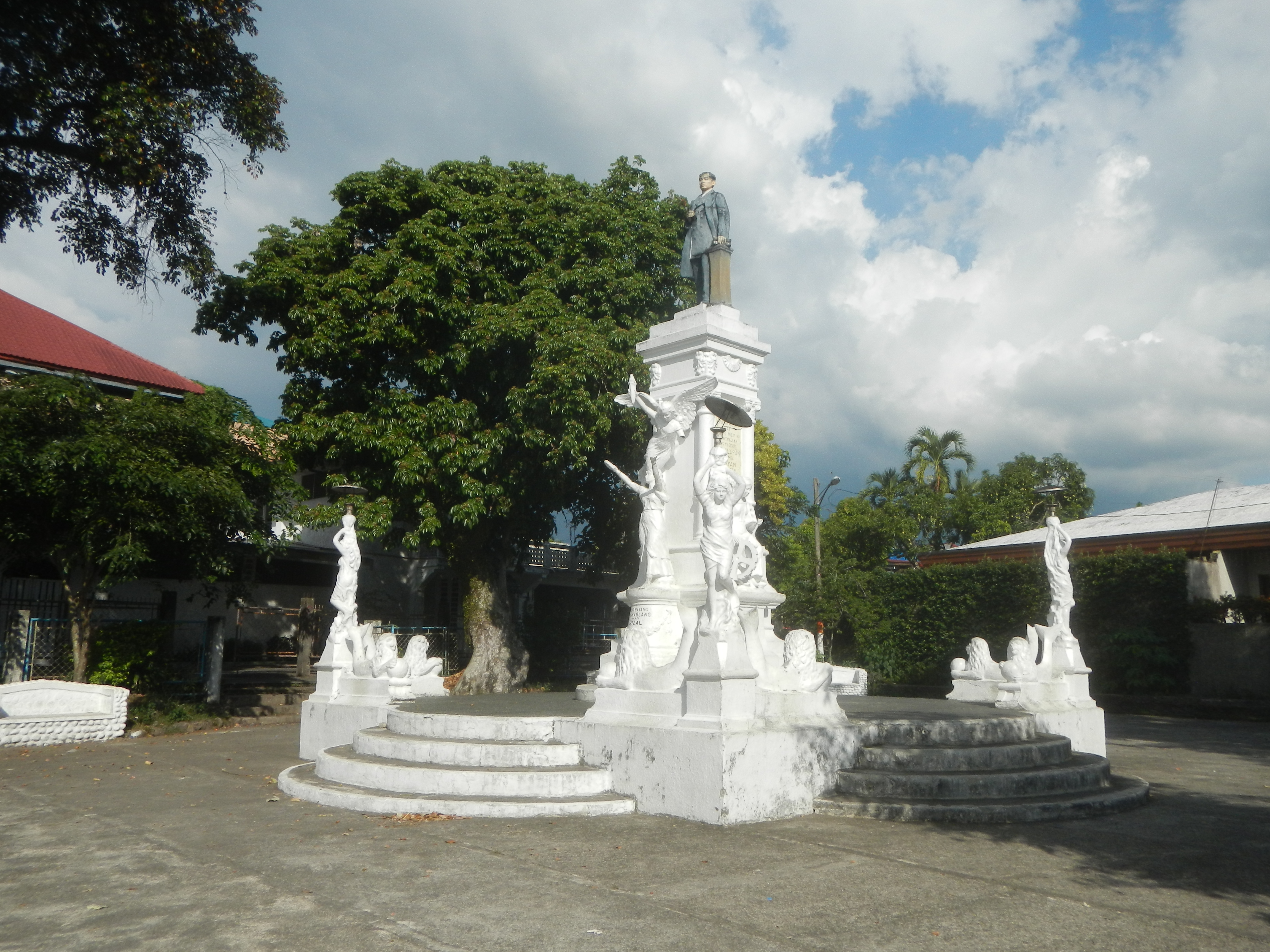
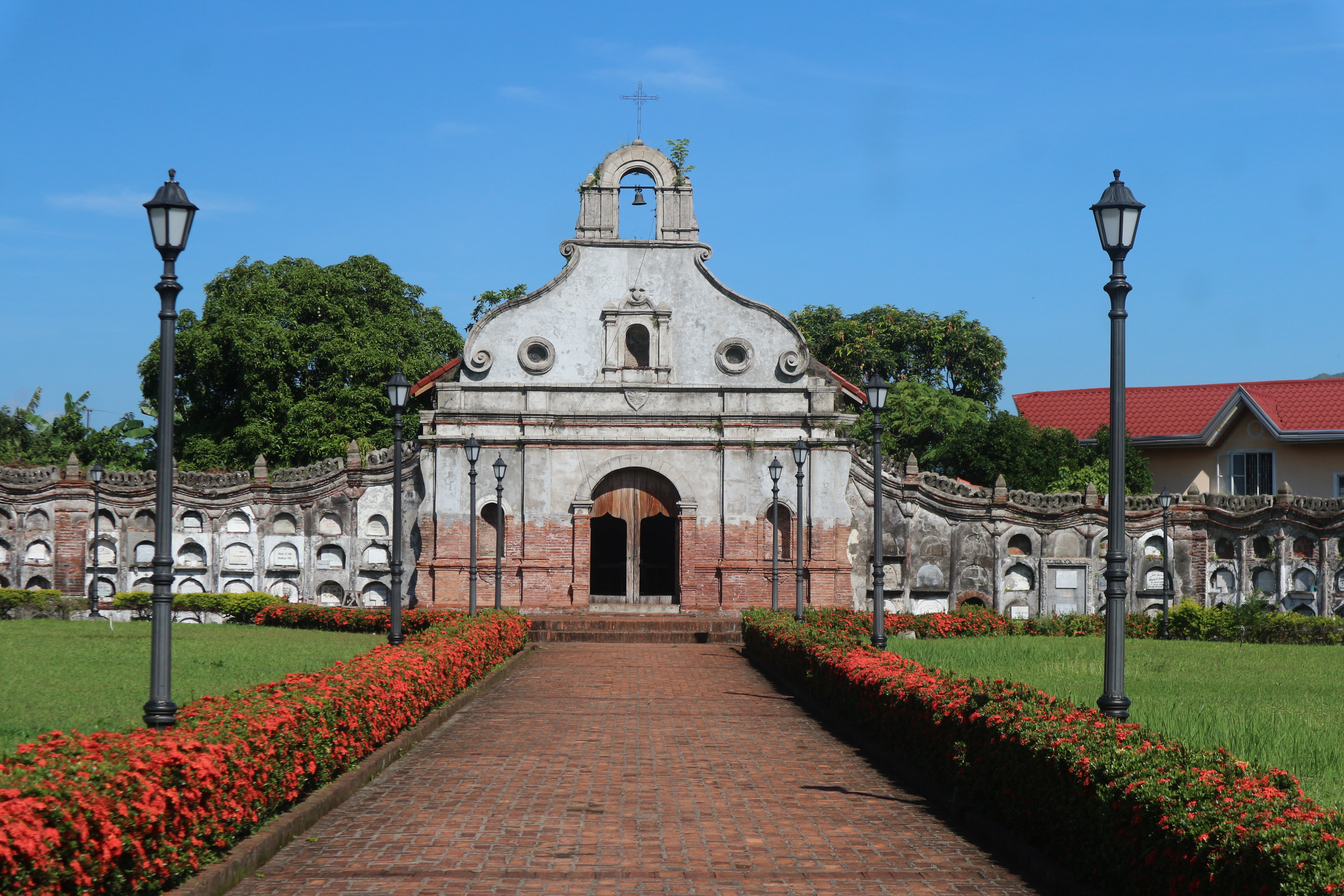
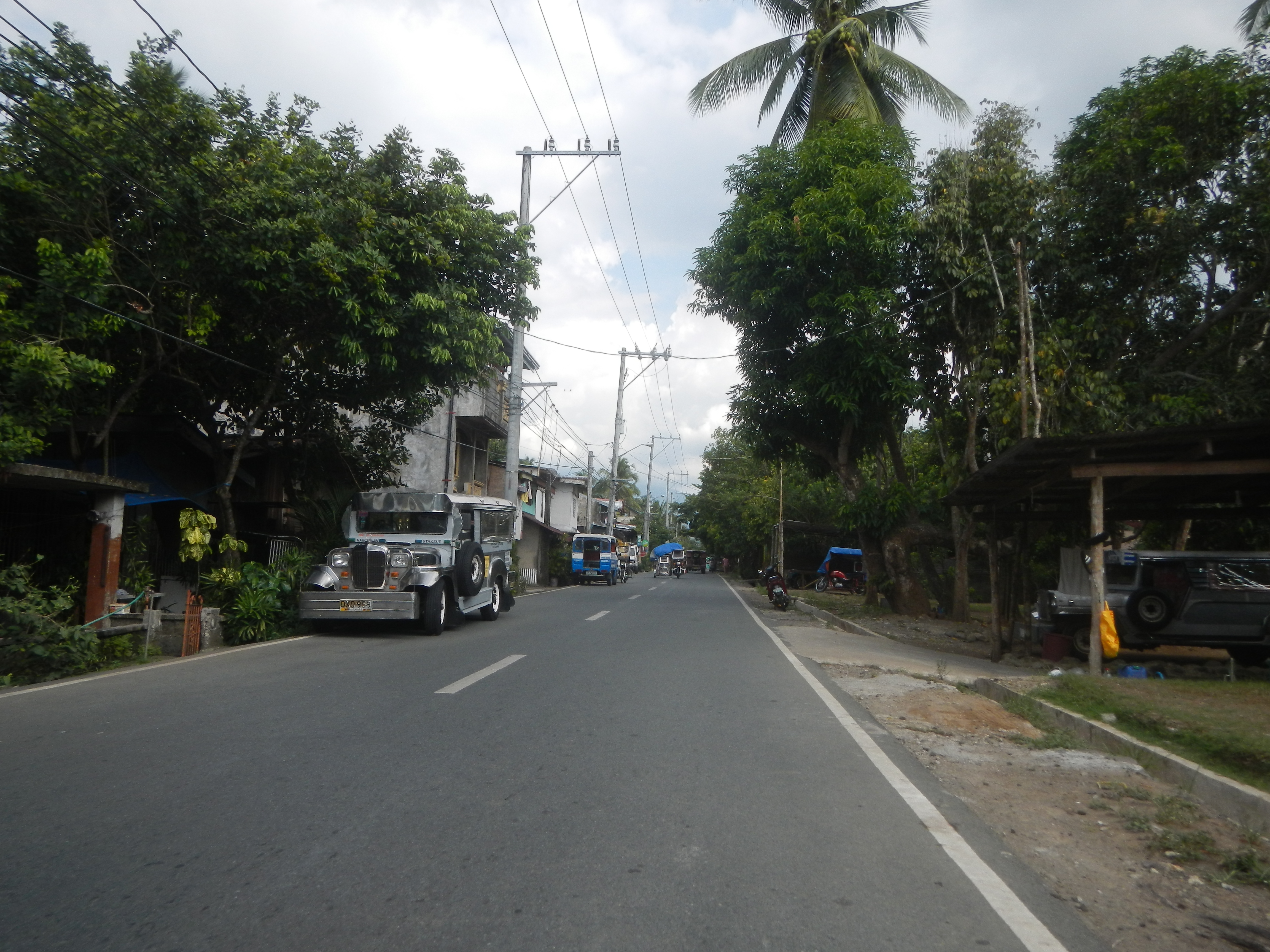
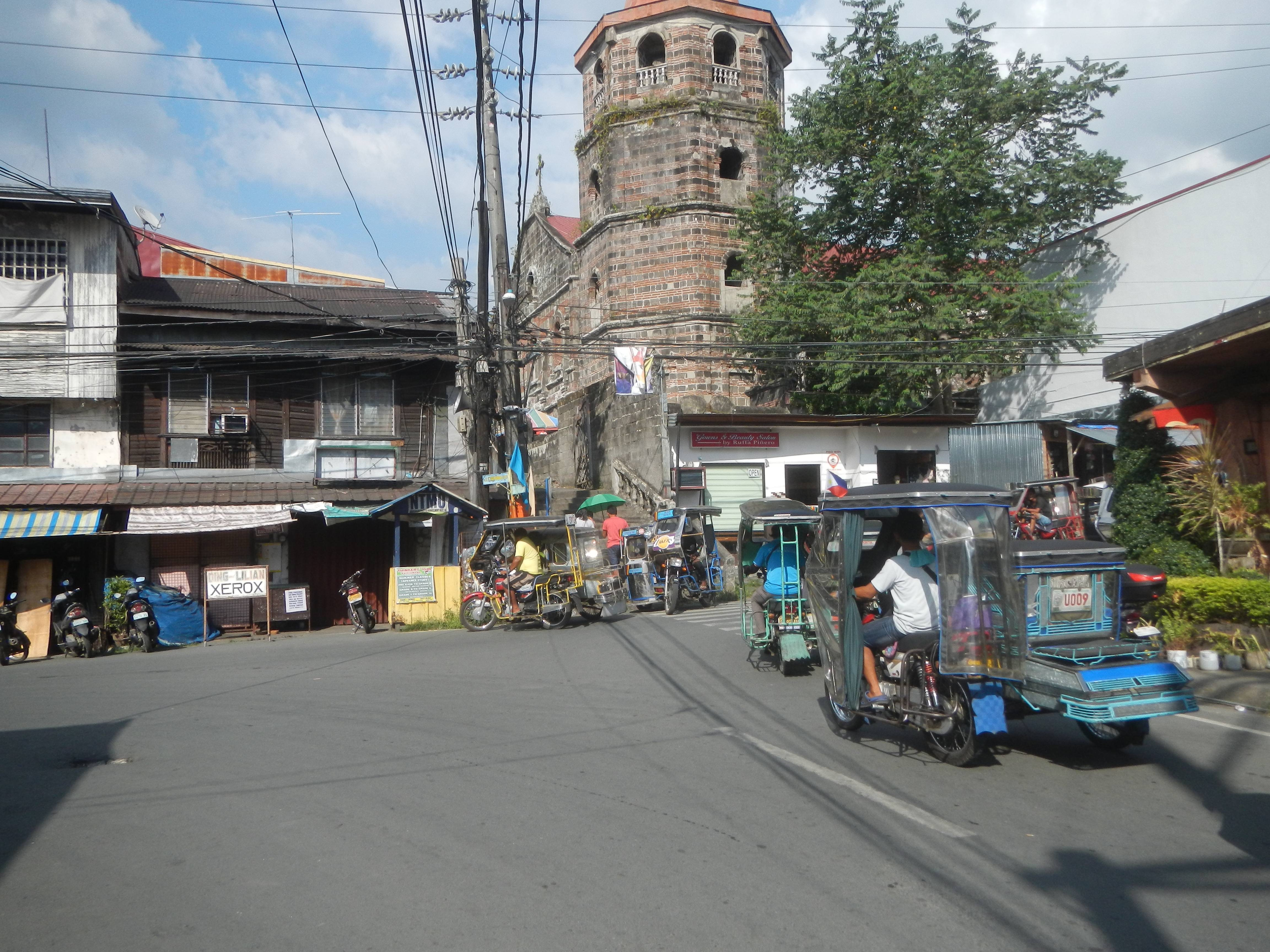
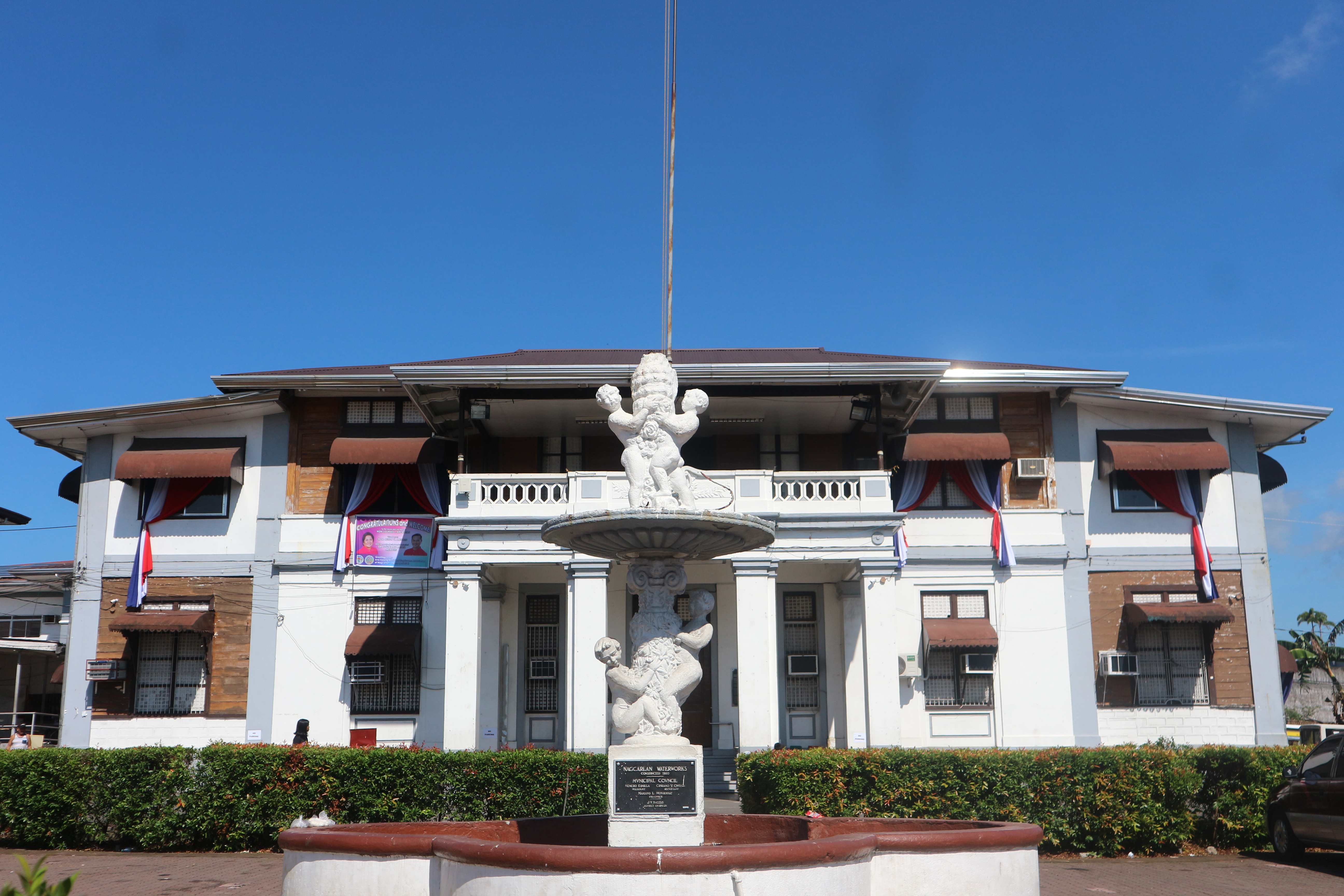